# Dicranomyia (Dicranomyia) perpuncticosta
Dicranomyia (Dicranomyia) perpuncticosta is een tweevleugelige uit de familie steltmuggen (Limoniidae). De soort komt voor in het Neotropisch gebied.